# Comunidade dos Chimpanzés de Kasakela

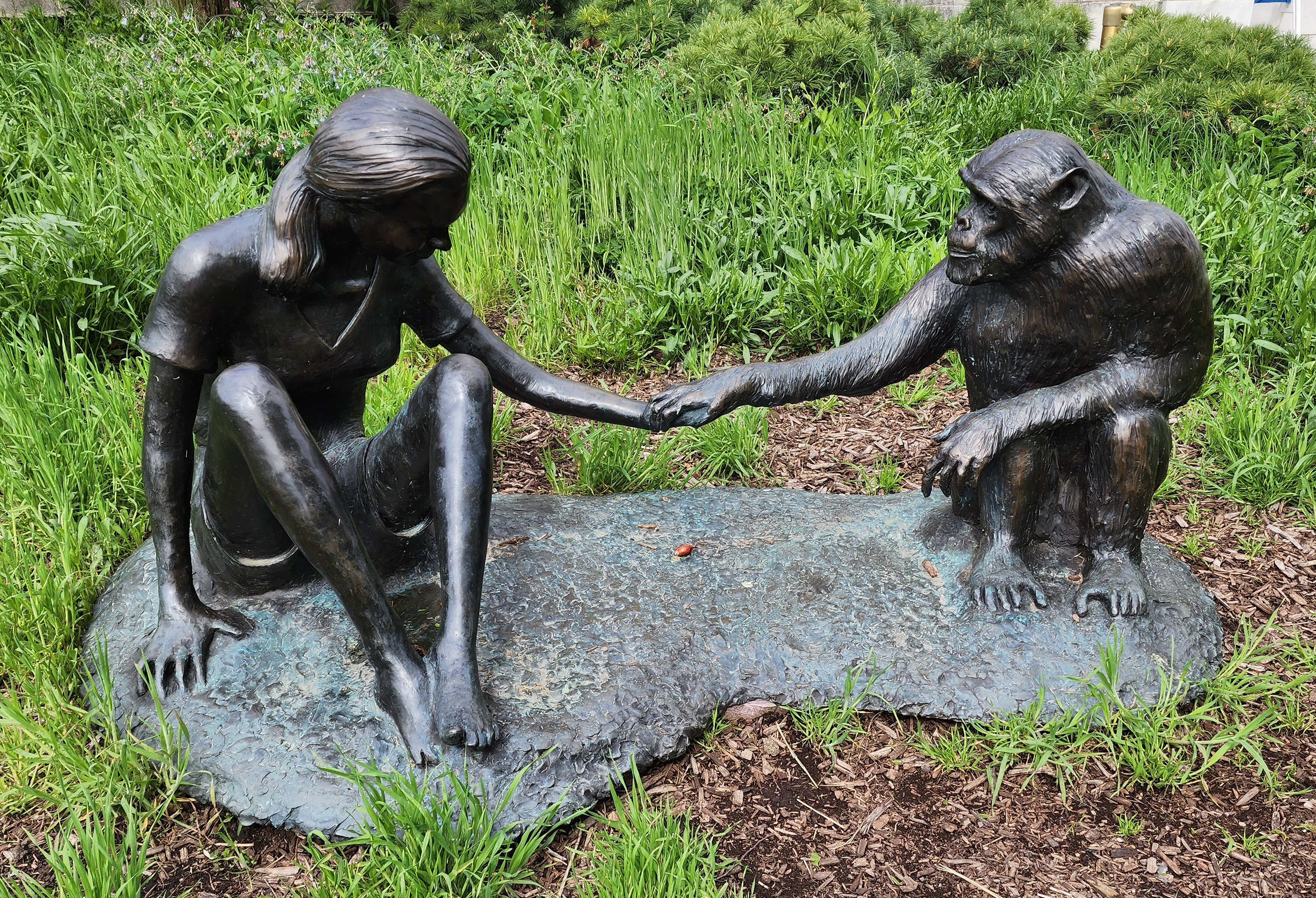
Foto da escultura de Jane Goodall e o chimpanzé David Greybeard no Museu de História Natural de Chicago, Estados Unidos da América

A comunidade de chimpanzés Kasakela, é uma comunidade de primatas chimpanzés selvagens que vivem no Parque Nacional de Gombe Stream, perto do Lago Tanganica, na Tanzânia. A comunidade foi o assunto do estudo pioneiro de Jane Goodall, que em 1960 deu inicío aos estudos na época e desde então continuaram, tornando-se o mais longo estudo contínuo de qualquer animal em seu habitat natural. Como resultado, a comunidade tem sido fundamental no estudo dos chimpanzés e foi popularizada em vários livros e documentários. A popularidade da comunidade foi reforçada pela prática de Goodall, dar nomes aos chimpanzés, em contraste a uma prática científica típica de identificar os sujeitos por número. Goodall usava uma convenção de nomenclatura, na qual os bebês recebiam nomes começando com a mesma letra de sua mãe, permitindo assim o reconhecimento genético de uma forma mais humana. Goodall deu nome para cada chimpanzé observado, identificando que cada chimpanzé tinha uma personalidade única e individual. Ela se deparou que "não são somente seres humanos que tinham personalidade, eram capazes de ter pensamento racional e emoções como alegria e tristeza", ela também percebeu comportamentos como beijos, abraços, tapinha nas costas, laços emocionais e até mesmo o comportamento de fazer cócegas, coisas que consideramos como "atividades humanas".

Uma das descobertas mais importantes realizada nessa comunidade, foi a observação de que a comunidade de chimpanzés de Kasakela realizava o uso de ferramentas naturais. Em 4 de novembro de 1960, Goodall observou um chimpanzé que ela chamou de David Greybeard usando um talo de grama como ferramenta para extrair cupins de um cupinzeiro. Mais tarde, ela observou David Greybeard e outro chimpanzé chamado Goliath arrancando folhas de galhos para criar ferramentas de pesca de cupins. Anteriormente, o uso de ferramentas em chimpanzés era raramente observado, e a criação de ferramentas por animais não humanos nunca havia sido observada. Até então, a fabricação de ferramentas era considerada uma das características definidoras do ser humano. Outra observação importante ocorreu alguns dias antes do dia 30 de outubro de 1960, Goodall observou chimpanzés da comunidade comendo carne, reajustando a noção errada da comunidade científica, de que todos chimpanzés eram identificados como vegetarianos. Uma outra observação de Goodall no início da década de 1960, foi que os chimpanzés machos realizavam uma "dança da chuva", atacando, chamando, batendo no chão e nas árvores e arrastando galhos na chuva.
No início da década de 1970, os chimpanzés da comunidade foram observados se envolvendo em ataques coordenados contínuos contra os chimpanzés da vizinha Comunidade de Chimpanzés de Kahama, acabando por exterminá-la.  De acordo com o historiador Ian Morris, esta "Guerra dos Quatro Anos" representou a primeira vez que cientistas observaram chimpanzés "deliberadamente procurar, atacar e deixar para morrer" chimpanzés de outra comunidade, e foi descrita como "o primeiro registro de guerra duradoura entre primatas [não humanos]".
Várias famílias dentro da comunidade de chimpanzés de Kasakela foram particularmente proeminentes em livros e documentários. A família F produziu cinco machos alfa  para a comunidade, e a matriarca, Flo, desempenhou um papel particular importante, em reconhecer a aceitação de Goodall como uma observadora humana desta comunidade. A família G produziu pelo menos um macho alfa, e também o nascimento de vários gêmeos, que são raros entre os chimpanzés. Existem outras famílias também que incluem a família T e a família S (que produziu um macho alfa).